# Cleveland Abbe House
Cleveland Abbe House, auch bekannt als Arts Club of Washington, ist ein historisches Gebäude in Washington, D.C. Es ist sowohl im National Register of Historic Places als auch bei den National Historic Landmarks eingetragen.

## Geschichte
Im Jahr 1806 entschloss sich der aus Philadelphia stammende wohlhabende Geschäftsmann Timothy Caldwell, ein repräsentatives Haus in der Hauptstadt zu bauen. Zwei Jahre später wurde das Gebäude im Federal Style fertiggestellt. Im Jahr 1811 mieteten der damalige US-Außenminister und spätere Präsident James Monroe und seine Frau das Anwesen und richteten es mit Möbeln aus Paris ein, wo Monroe in den 1790er Jahren Gesandter gewesen und später an der Aushandlung des Louisiana Purchase beteiligt war. Nach der weitgehenden Zerstörung des Weißen Hauses 1814 während des Britisch-Amerikanischen Kriegs wurde Cleveland Abbe House ein soziales Zentrum in der Hauptstadt. So war hier regelmäßig Dolley Madison, Gattin des amtierenden Präsidenten, zu Gast. Auch während der ersten sechs Monate seiner eigenen Präsidentschaft residierte Monroe von März bis September 1817 bis zur Restaurierung des Weißen Hauses hier. Die ersten Bälle seiner Amtsperiode fanden im zweiten Stock von Cleveland Abbe House statt. Nach dem Auszug der Monroes wurde das Haus Sitz der Gesandtschaft des Vereinigten Königreiches, für die hier unter anderem Stratford Canning und Charles Richard Vaughan tätig waren. Danach lebte Charles Francis Adams, Sr., Sohn des früheren US-Präsidenten John Quincy Adams, in Cleveland Abbe House.
Im Jahr 1877 erwarb der Astronom und Meteorologe Cleveland Abbe, der als Begründer des National Weather Service gilt, das Anwesen. Er lebte hier bis 1909. Es ist vor allem seine Verbindung mit dem Haus und nicht die von Monroe, die zur Anerkennung als National Historic Landmark führte. Im Mai 1916 gründeten lokale Künstler den Arts Club of Washington und kauften das Anwesen der Familie Abbe ab, um es als Vereinshaus zu nutzen. Dieser Club, dessen erster Vorsitzender der Bildhauer Henry Kirke Bush-Brown wurde, war der erste seiner Art in der Stadt der Frauen die Mitgliedschaft erlaubte. Bekannte Besucher des sich früh prominenter Beliebtheit erfreuenden Clubs waren unter anderem Claudette Colbert, F. Scott Fitzgerald und Tallulah Bankhead. Das Anwesen ist bis heute im Besitz des Arts Club of Washington.
Am 24. März 1969 wurde Cleveland Abbe House in das National Register of Historic Places aufgenommen. Am 15. Mai 1975 wurde es zu einem National Historic Landmark erklärt.